# Campionat del Món de billar de carambola quadre 71/2
El Campionat del Món de billar de carambola quadre 71/2 fou una competició de billar. Inicialment fou organitzada per la Union Internationale des Fédérations des Amateurs de Billard (UIFAB, 1930-1959), i des d'aleshores per la UMB (Union Mondiale de Billard).

## Historial
Font:
| Num. | Any  | Seu                | Campió            | P.    | Finalista              | P.    |
| ---- | ---- | ------------------ | ----------------- | ----- | ---------------------- | ----- |
| 01   | 1930 | Vichèi             | Edmond Soussa     | 13,58 | Carl Foerster          | 9,84  |
| 02   | 1931 | París              | Edmond Soussa     | 11,49 | Gaston de Doncker      | 11,12 |
| 03   | 1932 | Lilla              | Gustave van Belle | 12,88 | Gaston de Doncker      | 9,61  |
| 04   | 1933 | Ostende            | Gaston de Doncker | 11,69 | Gustave van Belle      | 13,68 |
| 05   | 1934 | Lilla              | Gustave van Belle | 14,58 | Jacques Davin          | 12,27 |
| 06   | 1935 | Marsella           | Gustave van Belle | 14,20 | Constant Côte          | 9,94  |
| 07   | 1936 | Colònia (Alemanya) | Gustave van Belle | 15,32 | Constant Côte          | 12,15 |
| 08   | 1937 | Malo-les-Bains     | Gustave van Belle | 14,48 | Ernst Reicher          | 10,37 |
| 09   | 1938 | Lió                | Constant Côte     | 13,20 | Gustave van Belle      | 10,60 |
| 10   | 1939 | Lieja              | Gustave van Belle | 16,47 | Alfredo Ferraz         | 12,45 |
| 11   | 1959 | Berlín             | Emile Wafflard    | 26,61 | Walter Lütgehetmann    | 26,21 |
| 12   | 1962 | Oberhausen         | Laurent Boulanger | 26,37 | Jos Vervest            | 30,23 |
| 13   | 1965 | Huelva             | Johann Scherz     | 19,03 | Henk Scholte           | 24,81 |
| 14   | 1966 | Duisburg           | Jean Marty        | 25,44 | Siegfried Spielmann    | 17,97 |
| 15   | 1967 | Düsseldorf         | Osvaldo Berardi   | 36,31 | Raymond Ceulemans      | 35,74 |
| 16   | 1968 | Bruges             | Jean Marty        | 92,30 | Raymond Ceulemans      | 65,93 |
| 17   | 1975 | Buenos Aires       | Francis Connesson | 31,56 | Osvaldo Berardi        | 37,66 |
| 18   | 1977 | Berlín             | Dieter Müller     | 54,27 | Léo Corin              | 31,20 |
| 19   | 1978 | Bochum             | Dieter Müller     | 54,13 | Christ van der Smissen | 37,84 |
| 20   | 1991 | Mürzzuschlag       | Frédéric Caudron  | 49,58 | Fonsy Grethen          | 37,84 |
| 21   | 1993 | Menen              | Fonsy Grethen     | 54,68 | Frédéric Caudron       | 55,92 |
| 22   | 2000 | Albert             | Frédéric Caudron  | 47,61 | Louis Edelin           | 42,31 |